# أوليفيا سكوت ويلش
أوليفيا سكوت ويلش هي ممثلة أمريكية ولدت في 11 فبراير 1998. أشتهرت لدورها في فيلم شارع الخوف الجزء الأول: 1994.

## روابط خارجية
- أوليفيا سكوت ويلش على موقع IMDb (الإنجليزية)
- أوليفيا سكوت ويلش على موقع ميتاكريتيك (الإنجليزية)
- أوليفيا سكوت ويلش على موقع روتن توميتوز (الإنجليزية)
- أوليفيا سكوت ويلش على موقع قاعدة بيانات الأفلام العربية
- أوليفيا سكوت ويلش على موقع ألو سيني (الفرنسية)
- أوليفيا سكوت ويلش على موقع أول موفي (الإنجليزية)
- أوليفيا سكوت ويلش على موقع قاعدة بيانات الفيلم (الإنجليزية)
- أوليفيا سكوت ويلش على موقع ليتربوكسد (الإنجليزية)
- أوليفيا سكوت ويلش على موقع كينوبويسك (الروسية)